# Cantó de Seurre
El cantó de Seurre és un cantó francès del departament de Costa d'Or, situat al districte de Beaune. Té 23 municipis i el cap és Seurre.

## Municipis
- Auvillars-sur-Saône
- Bagnot
- Bonnencontre
- Bousselange
- Broin
- Chamblanc
- Chivres
- Corberon
- Corgengoux
- Glanon
- Grosbois-lès-Tichey
- Jallanges
- Labergement-lès-Seurre
- Labruyère
- Lanthes
- Lechâtelet
- Montmain
- Pagny-la-Ville
- Pagny-le-Château
- Pouilly-sur-Saône
- Seurre
- Tichey
- Trugny

## Història
| Data d'elecció                           | Identitat         | Partit                         | Qualitat |
| ---------------------------------------- | ----------------- | ------------------------------ | -------- |
| 1945-1949                                | M. Page           | divers droite                  |          |
| 1949-1976                                | Maurice Florentin | RI                             |          |
| 1976-1982                                | Robert Michelin   | PS                             |          |
| 1982-2008                                | Jean-Noël Couzon  | UDF-CDS, després divers droite |          |
| 2008-                                    | Emmanuelle Coint  | UMP                            |          |
| les dades anteriors no són pas conegudes |                   |                                |          |
|                                          |                   |                                |          |

## Demografia
| A partir de 1990: Població sense dobles comptes |